# Drive By (Lied)
Drive By ist ein Lied der US-amerikanischen Band Train. Es wurde erstmals am 10. Januar 2012 unter dem Label Columbia und Sony veröffentlicht. Das Lied wurde von Sänger Patrick Monahan und dem norwegischen Songwriter-Duo Espen Lind und Amund Bjørklund geschrieben, die bereits 2010 für Train den Hit Hey, Soul Sister geschrieben haben. Drive By platzierte sich in den Vereinigten Staaten auf der 10 der Billboard Hot 100 und wurde der dritte Top-Ten-Hit der Gruppe in den USA. In den USA wurde das Lied mit über 1.000.000 verkauften Einheiten auch mit einer Platin-Schallplatte ausgezeichnet. International wurde das Lied in 13 Ländern ein Top-Ten Hit. In der Schweiz wurde das Lied für die Gruppe sogar ein Nummer-eins-Hit.

## Kritiken
Das Lied bekam in der Regel positive Kritiken. Das Billboard Magazin schrieb:

„If at first you succeed -- why not try again? For the first single from its forthcoming "California 37," Train returns to the Espionage, the Norwegian songwriting and production duo of Espen Lind and Amund Bjorklund that helped the group put together its 2010 comeback smash "Hey Soul Sister." "Drive By" starts with a staccato guitar strum and a percussive thump that certainly recalls its predecessor, with a slight ethnic flavor that makes it recall a Bar Mitzvah reception. Frontman Pat Monahan semi-speaks the [verses] in tuneful, rap-like cadence, then turns to smooth pop singing for the choruses. The lyric, however, is a bit darker, with Monahan's protagonist trying to convince a one-night-stand that he really wants to "get down to the more-than-friends" at last. We bet she's heard that from all the pop singers, but Monahan pleads with enough joyful exuberance that she -- and we -- might just buy it.“

## Kommerzieller Erfolg

### Chartplatzierungen
| ChartsChartplatzierungen       | Höchstplatzierung | Wochen |
| ------------------------------ | ----------------- | ------ |
| Deutschland (GfK)              | 3 (24 Wo.)        | 24     |
| Österreich (Ö3)                | 4 (22 Wo.)        | 22     |
| Schweiz (IFPI)                 | 1 (27 Wo.)        | 27     |
| Vereinigte Staaten (Billboard) | 10 (36 Wo.)       | 36     |
| Vereinigtes Königreich (OCC)   | 6 (32 Wo.)        | 32     |

| ChartsJahrescharts (2012)      | Platzierung |
| ------------------------------ | ----------- |
| Deutschland (GfK)              | 41          |
| Österreich (Ö3)                | 30          |
| Schweiz (IFPI)                 | 29          |
| Vereinigte Staaten (Billboard) | 19          |
| Vereinigtes Königreich (OCC)   | 23          |

### Auszeichnungen für Musikverkäufe
| Land/Region                  | Auszeichnungen für Musikverkäufe (Land/Region, Auszeichnung, Verkäufe) | Verkäufe  |
| ---------------------------- | ---------------------------------------------------------------------- | --------- |
| Australien (ARIA)            | 2× Platin                                                              | 140.000   |
| Dänemark (IFPI)              | Gold                                                                   | 15.000    |
| Deutschland (BVMI)           | Platin                                                                 | 600.000   |
| Finnland (IFPI)              | —                                                                      | 4.480     |
| Italien (FIMI)               | 2× Platin                                                              | 60.000    |
| Kanada (MC)                  | 4× Platin                                                              | 320.000   |
| Neuseeland (RMNZ)            | Platin                                                                 | 15.000    |
| Niederlande (NVPI)           | Platin                                                                 | 20.000    |
| Österreich (IFPI)            | Gold                                                                   | 15.000    |
| Schweden (IFPI)              | 4× Platin                                                              | 160.000   |
| Schweiz (IFPI)               | Platin                                                                 | 30.000    |
| Spanien (Promusicae)         | Platin                                                                 | 60.000    |
| Vereinigte Staaten (RIAA)    | 6× Platin                                                              | 6.000.000 |
| Vereinigtes Königreich (BPI) | 2× Platin                                                              | 1.200.000 |
| Insgesamt                    | 2× Gold · 25× Platin ·                                                 | 8.639.480 |

### Auszeichnungen für Musikstreaming
| Land/Region     | Auszeichnungen für Musikverkäufe (Land/Region, Auszeichnung, Verkäufe) | Verkäufe  |
| --------------- | ---------------------------------------------------------------------- | --------- |
| Dänemark (IFPI) | 3× Platin                                                              | 5.400.000 |
| Insgesamt       | 3× Platin ·                                                            | 5.400.000 |